# Етнички непотизам
Етнички непотизам је општеприсутан и универзалан систем односа, препознатљив у свим полиетничким друштвима. Карактеришу га правилности у облицима појављивања, исти сет карактеристичних индикатора, који потврђују унутаретничку хомогенизацију на нивоу персоналног и групно-колективног идентитета, као и етничке конфликте сличних образаца. Пракса показује да ни либерално окружење нити мултикултуралистичка формула заједничког живота нису довољна брана етничким конфликтима и етничком непотизму. Етнички непотизам се најупечатљивије манифестује кроз фаворизовање права властите етничке групе, при чему се ослонац налази у протежирању свога рода и чланова етницитета или селекцији по роду, као и веровању у генетичку сличност.

## Појам непотизма
Изворно, појам непотизам (од лат. nepos = рођак) подразумева злоупотребу службеног положаја у корист рођака и пријатеља. Појам је првобитно био везан за црквене веродостојнике из доба папске државе, када су папе настојале да части и поседе деле члановима своје породице. У изворном значењу непотизам је везан за Калиста III, Сикста IV, Александра VI, Лава X, Клемента VII и Павла III.
Отворену борбу против црквеног непотизма започео је Пије V (1566-72), а веће резултате на том плану остварио Иноћентије XII (1692). У блажој форми непотизам је у 12. и 13. веку извирао из тежње појединих папа да у борби патрицијских породица за превласт у Риму ојачају властити положај. Касније, за време ренесансе у 15. и 16. веку непотизам је постао систем, према којем су папе својим блиским рођацима даривали читаве покрајине црквене државе као кнежевине, да би тако постављени кардинал водио и државну политику.
У ширем значењу непотизам представља посебну врсту сукоба или конфликта интереса у ком случају неко лице, које је јавни службеник, (зло)употребљава своја овлашћења и дискрециона права како би остварило неку предност за члана своје породице (нпр. код запослења).
Непотизам није признат као кривично дело, иако изазива различите врсте сукоба од којих су најчешћи сукоб интереса и кронизам, а на плану односа према основним државно-политичким стремљенима - сукоб лојалности.

## Појам етничког непотизма
У оквиру социологије, израз етнички непотизам описује људску тенденцију унутар групне повезаности или фаворизовања унутар група, које је примењено од стране непотизма за људе који имају исту етничку припадност или мултиетничко друштво.
Термин је настао 1960-их година у контексту етничких (племенских) тензија и ривалитета у државама у Субсахарској Африци, као што је нпр. Нигерија, које су тада стекле своју независност.

## Основна карактеристика етничког непотизма
Основна карактеристика етничког непотизма најупечатљивије се манифестује кроз фаворизовање права властите етничке групе, при чему се ослонац налази у протежирању свога рода и чланова етницитета или селекцији по роду, веровању у генетичку сличност и генетичку препознатљивост код не-рођака, теорију и праксу инклузивног уклапања, као и у теорију о дарвинијанској борби за материјална добра и ресурсе.